# 羥基離子吸收作用
羧基離子吸收作用（英語：Hydroxyl ion absorption；氢氧根离子吸收作用），是指光纖中因為水氣進入，殘留氢氧根离子，因此吸收電磁波的情形。
氢氧根（{\displaystyle {\ce {OH-}}}）會在光纖製作過程中或製作完成後穿透外層的玻璃，造成離散光波長的衰减，例如用在电信中，以1.383 μm為中心的光波波長。